# Anaplecta alaris
Anaplecta alaris är en kackerlacksart som beskrevs av Henri Saussure och Leo Zehntner 1893. Anaplecta alaris ingår i släktet Anaplecta och familjen småkackerlackor. Inga underarter finns listade i Catalogue of Life.